# Torneo Cantonal de Tercera División por Santa Bárbara de Heredia (CONAFA) 1981
El Torneo Cantonal de Fútbol de Tercera División de CONAFA 1981, fue la edición número 60 de la (Segunda División de Ascenso) en disputarse, organizada por el Comité Nacional de Fútbol Aficionado.
Este Torneo constó de 6 equipos a nivel cantonal en Santa Bárbara de Heredia debidamente inscritos en el Comité Nacional de Fútbol Aficionado (CONAFA).
Y la escuadra campeona sería la que vestiría los colores barbareños y representante por la provincia de Heredia en la Tercera División de Costa Rica (2.ª. División de Ascenso).
La Selección campeona por Santa Bárbara es el Club Deportivo San Bosco y pierde la final por Heredia ante el Club Deportivo Jorge Muñóz Corea. Logrando un subcampeonato provincial.
La otra Selección de Santa Bárbara Centro (A.D. Barbareña), no juega el Torneo de CONAFA pues milita en la Segunda División de Costa Rica. Entre tanto la A.D. Fraternidad de San Pedro había subido a la Segunda División de ACOFA.

## La clasificación por la Tercera División de Ascenso se dividió en 2 grupos
| 3.ª. División Cantonal de Ascenso (Grupo 1) | 3.ª. División Cantonal de Ascenso (Grupo 1)                 |
| ------------------------------------------- | ----------------------------------------------------------- |
| 1                                           | Selección Distrital de San Juan                             |
| 2                                           | Selección Distrital de Zetillal                             |
| 3                                           | Selección Distrital de Santo Domingo (El Roble Fútbol Club) |

| 3.ª. División Cantonal de Ascenso (Grupo 2) | 3.ª. División Cantonal de Ascenso (Grupo 2)   |
| ------------------------------------------- | --------------------------------------------- |
| 1                                           | Selección Distrital de Barrio Jesús           |
| 2                                           | Selección Distrital del Centro (A.D. Machado) |
| 3                                           | Selección Distrital de San Bosco              |

## Campeón Monarca Cantonal de Tercera División en Santa Bárbara de Heredia 1981
| Tercera División Cantonal Auspiciado por CONAFA 1981                                | Tercera División Cantonal Auspiciado por CONAFA 1981 |
| ----------------------------------------------------------------------------------- | ---------------------------------------------------- |
| Selección Campeona Cantonal de Tercera División de CONAFA. Club Deportivo San Bosco |                                                      |

## Ligas Superiores
- Primera División de Costa Rica 1981

- Campeonato de Segunda División de Costa Rica 1981-1982

- Campeonato de Tercera División de Costa Rica 1981

## Ligas Inferiores
- Campeonato Juvenil por CONAFA 1981

## Torneos
| Predecesor: Torneo 1980 | Torneo Cantonal de Fútbol en Santa Bárbara de Heredia (CONAFA) 1981 Torneo 1981 | Sucesor: Torneo 1982 |